# Оти, Паттесон
Паттесон Оти (англ. Patteson Oti; род. 17 января 1956) — политический и дипломатический деятель Соломоновых Островов. Занимал должность министра иностранных дел, внешней торговли и иммиграции с мая 2006 по 22 декабря 2007 года. Является генеральным секретарём Партии собственности, единства и ответственности («Наша партия»), созданной в начале 2010 года. С марта 2012 года является верховным комиссаром на Фиджи.

## Биография
С 1983 по 1990 год был референтом в министерстве иностранных дел и секретарём в министерстве провинциального правительства с 1991 по 1993 год. В 1994 году был политическим аналитиком в правительстве премьер-министра Фрэнсиса Билли Хилли, а с 1995 года до 1997 года был секретарём лидера оппозиции.
Впервые был избран в парламент Соломоновых Островов от избирательного округа Темоту-Ненде на парламентских выборах в августе 1997 года, и при премьер-министре Бартоломью Улуфаалу занимал должность министра иностранных дел с августа 1997 года по июнь 2000 года. На выборах в декабре 2001 года был переизбран и занимал пост лидера оппозиционной группы в парламенте страны с декабря 2001 года по май 2003 года. Также был членом Комитета по государственным счетам с 2000 по 2001 год и стал его председателем в 2002 году.
Впоследствии был министром связи, авиации и метеорологии с января 2004 по февраль 2005 года и заместителем спикера национального парламента с февраля 2005 по декабрь 2005 года. Был переизбран на должность на парламентских выборах в апреле 2006 года и снова избран кандидатом на пост вице-спикера в конце месяца, но уступил Аллану Кемакезе. При премьер-министре Манассе Согаваре во второй раз стал министром иностранных дел 5 мая 2006 года.
В середине августа 2006 года покинул Национальную партию. После того, как Манассе Согаваре потерпел поражение в результате вотума недоверия в декабре 2007 года, Паттесон Оти стал кандидатом правительства на должность премьер-министра, но потерпел поражение от оппозиционного кандидата Дерека Сикуа во время голосования, состоявшегося 20 декабря, получив 15 голосов против 32 за Дерека Сикуа.
Покинув парламент после всеобщих выборов 2010 года, Паттесон Оти рассматривал возможность баллотироваться на пост спикера парламента (спикер выбирался вне парламента) и заручился поддержкой как правительства, так и оппозиции, прежде чем неожиданно уйти. Позже работал «специальным посланником» правительства в Меланезийской инициативной группе, а затем, в сентябре 2011 года, был назначен верховным комиссаром на Фиджи. Радиовещательная корпорация Соломоновых Островов назвала его назначение «ещё одним деморализующим ударом по подготовленным кадровым дипломатам», поскольку оно предполагало тенденцию назначать политиков, а не профессиональных дипломатов главой дипломатических представительств. Паттесон Оти был приведен к присяге в качестве верховного комиссара на Фиджи 19 марта 2012 года.